# Ohnhorn
Das Ohnhorn (Orchis anthropophora (L.) All., Syn.: Aceras anthropophorum (L.) W.T.Aiton) ist eine Art der Pflanzengattung Knabenkräuter (Orchis) innerhalb der Familie der Orchideen (Orchidaceae). Die Art wurde früher in die monotypische Gattung Aceras gestellt.

## Name
Die botanische Gattungsbezeichnung lautet Orchis „Hoden“. Das Art-Epitheton anthropophora besteht aus den griechischen Wörtern άνθρωπος anthropos „Mensch, Mann“ und φερείν pherein „tragen“.
Der deutsche Name lautet Ohnhorn. Ebenfalls sehr gebräuchlich ist die Bezeichnung Ohnsporn, die Bezug auf den fehlenden Sporn nimmt. Auf die „menschenähnliche“ Blütengestalt spielen die Namen Hängender Mensch, Puppenorchis und Fratzenorchis an. Im italienischen Sprachgebrauch trägt die Pflanze den schönen Namen „Ballerina“.

## Beschreibung

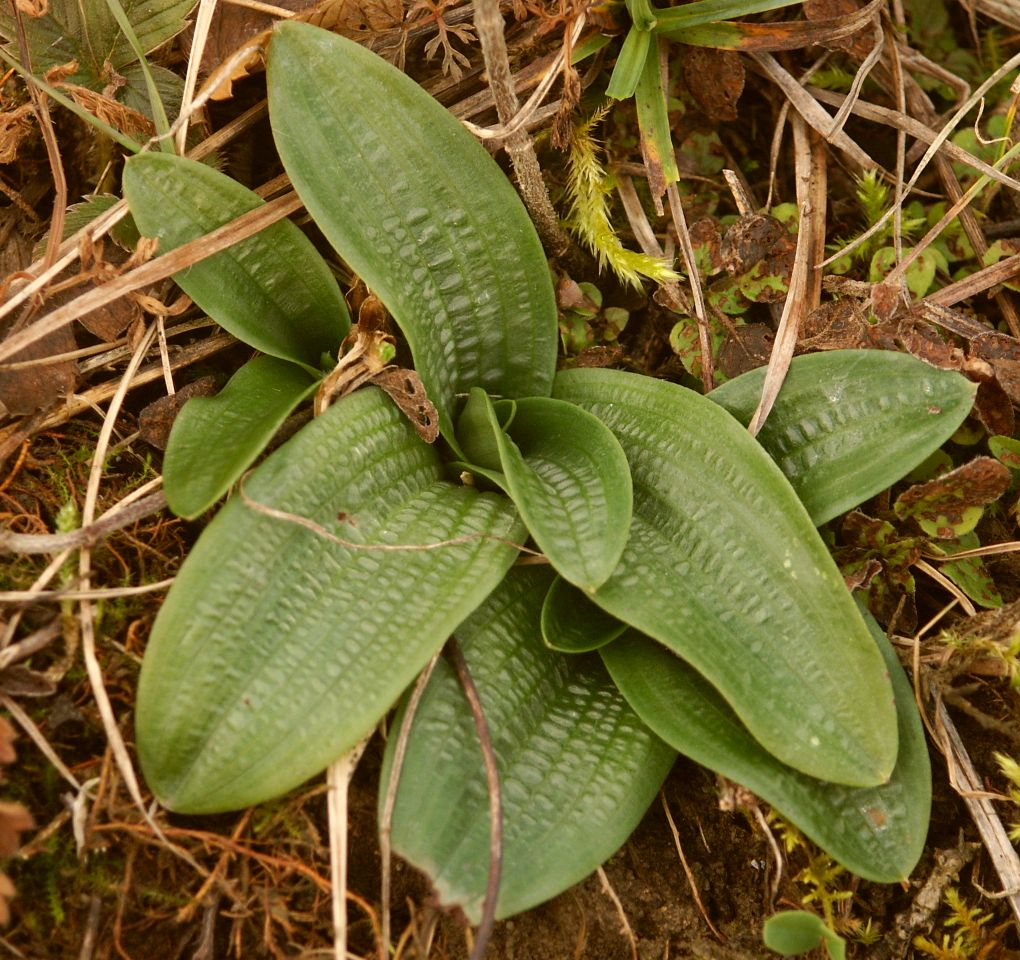
Blattrosette im Winter

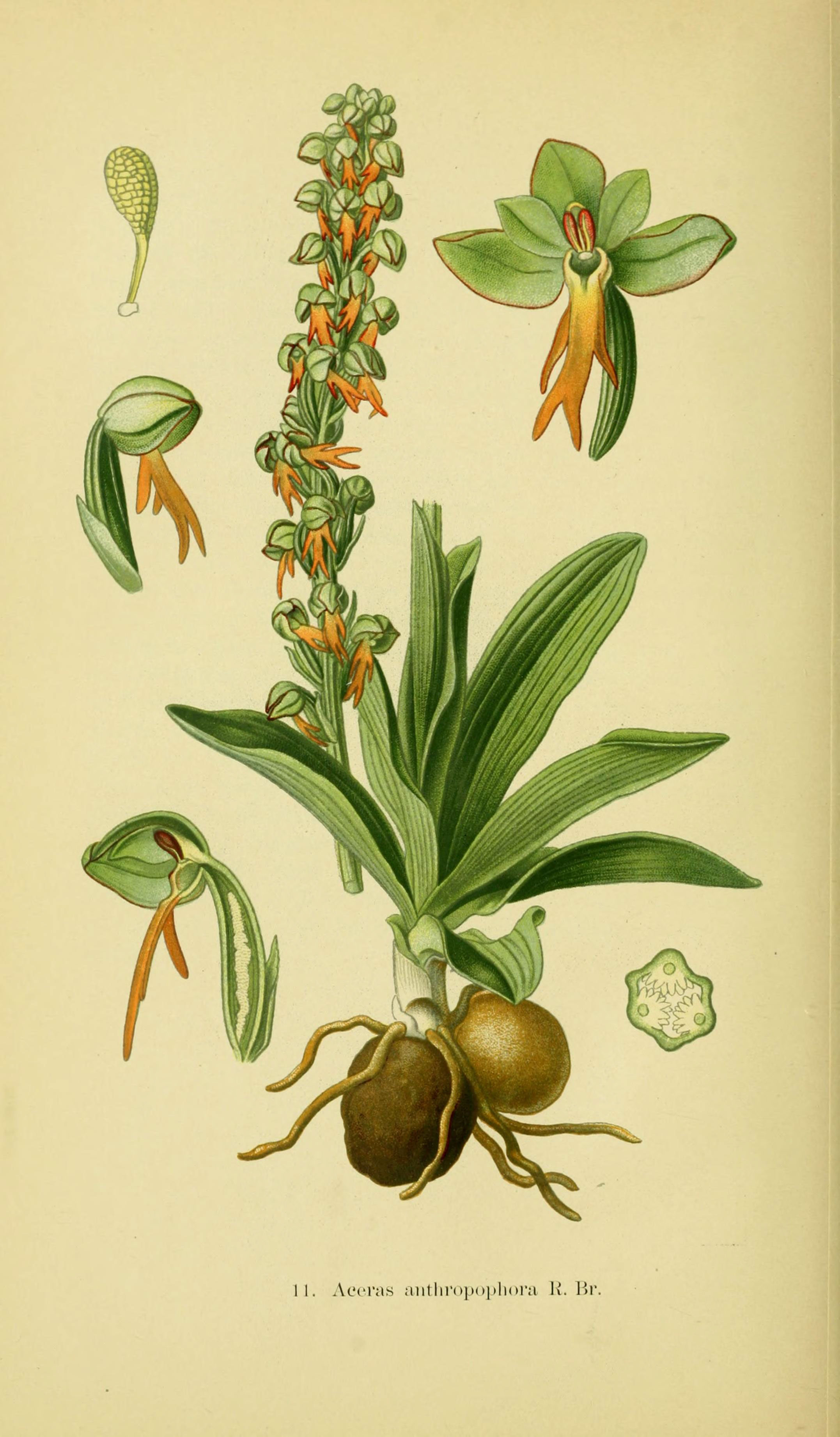
Illustration aus Abbildungen der in Deutschland und den angrenzenden Gebieten vorkommenden Grundformen der Orchideenarten, Tafel 11

### Habitus und Blatt
Das Ohnhorn ist eine relativ zierliche ausdauernde krautige Pflanze, die durchschnittliche Wuchshöhen von 20 bis 40 Zentimetern erreicht. Dieser Geophyt bildet relativ kleine, rundlich-eiförmige Knollen als Überdauerungsorgane aus. Zum Ende der Blütezeit bildet sich aus einer Tochterknolle ein neuer Spross, aus dem schon im Herbst der Blattaustrieb erfolgt. Die Pflanze überdauert den Winter mit grünen Blättern; dieses Merkmal deutet auf ihre mediterrane Herkunft hin (hohe Winterniederschläge in Verbindung mit wenig Frost sind für die Pflanze günstige Wachstumsbedingungen).
Die Laubblätter sind im unteren Teil des Stängels rosettig genähert, während sie den oberen Stängel scheidig umfassen. Die verhältnismäßig vielen (etwa vier bis neun) glänzenden und lebhaft grünen Laubblätter sind länglich-lanzettlich geformt.

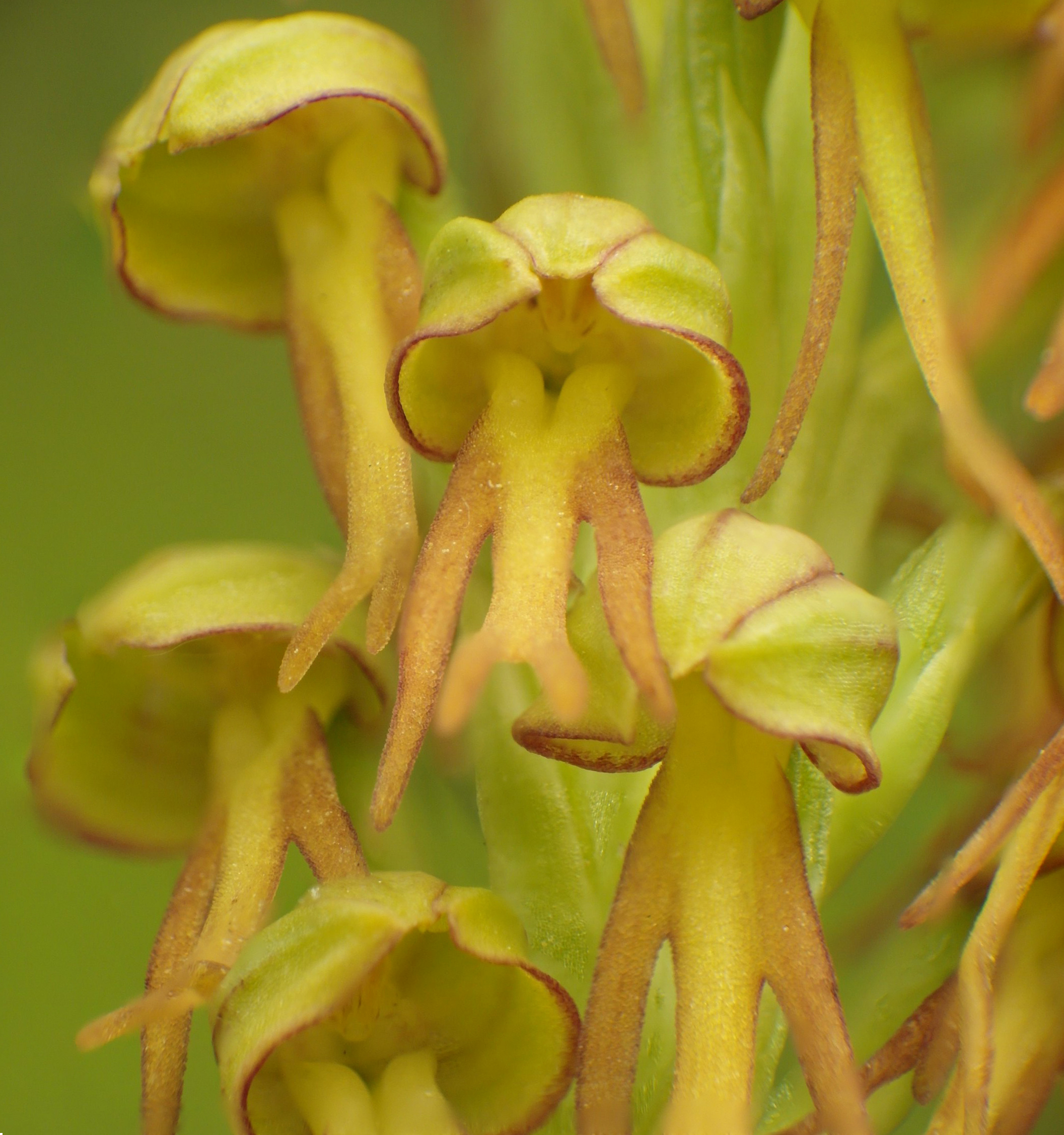
Ausschnitt eines Blütenstandes

### Blütenstand und Blüte
Der hohe, filigrane Blütenstand enthält bis über 100 Blüten. Die zwittrigen Blüten sind zygomorph und dreizählig. Die Blütengröße beträgt 12 bis 14 Millimeter. Die eiförmigen, rotgerandeten Kelchblätter (Sepalen) und die etwas kürzeren lanzettlichen Kronblätter (Petalen) bilden einen halbkugeligen Helm. Das Labellum (Lippe) ist spornlos, 12 bis 15 Millimeter lang, hängend, grünlich/ockergelb bis bräunlich/orangerot. Die beiden Zipfel des Mittellappens sind noch etwas länger als die Seitenlappen. Am Grund der Lippe sind zwei typische Schwielen. Die Klebescheiben der Pollinien sind verschmolzen.
Die Blütezeit des Ohnhorn erstreckt sich von Anfang Mai bis Ende Juni. Danach ist die Pflanze, inklusive Laubblättern, schnell hinfällig.
Die Chromosomenzahl beträgt 2n = 42.

## Ökologie
Das Ohnhorn ist eine der wenigen mitteleuropäischen Orchideen, die von Käfern und kleinen Schnellkäfern besucht und bestäubt werden. Die spornlose Blüte ermöglicht es den Käfern mit ihren kurzen Mundwerkzeugen an den Nektar zu gelangen.

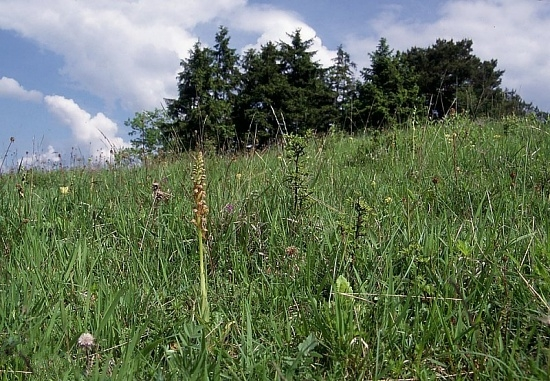
Ohnhorn im Biotop, einem Magerrasen in der Fuldaer Kuppenrhön

## Verbreitung
Das mediterrane, submediterrane, atlantische Verbreitungsareal des Ohnhorn erstreckt sich von Nordafrika, Spanien, Balearen über den gesamten Mittelmeerraum, einschließlich der Inseln bis zum Libanon. In Mitteleuropa existieren Vorkommen in Frankreich bis Südengland und den Alpenländern, jedoch nicht in Hochgebirgszonen. Nach Baumann und Künkele kommt die Art in den Alpenländern innerhalb folgender Höhengrenzen vor: Deutschland 120–780 Meter, Frankreich 5–1580 Meter, Schweiz 200–1240 Meter, Österreich 500 Meter (einziger Nachweis), Italien 5–1570 Meter. In Europa steigt sie bis 1580 Meter, in Marokko bis 2000 Meter Meereshöhe auf.
Das Ohnhorn ist ein Florenelement der mediterranen, zentral- und westsubmediterranen, süd- und mittelatlantischen, südsubatlantischen Florenzone. Es zählt zu den submediterranen Vertretern in der Flora Mitteleuropas. In den letzten Jahren wurde in Mitteleuropa eine gewisse Ausbreitung dieser Pflanzenart beobachtet.
In Deutschland finden sich zerstreute Verbreitungsgebiete in Baden-Württemberg (vor allem am Oberrhein), Rheinland-Pfalz (vor allem an der Mosel und in der Eifel), im Saarland und sehr selten in Nordrhein-Westfalen (äußerster Südwesten), Hessen (Nordosten; Bergstraße), Südniedersachsen, Bayern (Region Maintal, Rhön), isolierte Fundorte in Thüringen und Sachsen-Anhalt.
In Österreich findet die Art sich in Niederösterreich und in Kärnten.
In der Schweiz kommt das Ohnhorn schwerpunktmäßig besonders in den Kantonen des Schweizer Jura und im Rhonetal vor.
Durch die milden Winter der letzten Jahre wird bei dieser Art eine Ausbreitung in vormals zu kalte Gebiete beobachtet.

## Standort
Das Ohnhorn liebt sonnige Hügel, kurzgrasige Magerrasen und lichtes Gebüsch auf trockenen bis mäßig frischen Böden. Diese Pflanzenart ist kalkstet und für unsere Verhältnisse äußerst thermophil. Daher beschränkt sich das Vorkommen auf besonders wärmebegünstigte Stellen.
Es findet sich in den Pflanzengesellschaften besonders des Mesobrometum aus dem Verband Mesobromion, kommt aber auch in Gesellschaften des Verbands Geranion sanguinei vor (Aufschlüsselung siehe: Pflanzensoziologische Einheiten nach Oberdorfer).
Die ökologischen Zeigerwerte nach Landolt et al. 2010 sind in der Schweiz: Feuchtezahl F = 2+w (frisch aber mäßig wechselnd), Lichtzahl L = 4 (hell), Reaktionszahl R = 4 (neutral bis basisch), Temperaturzahl T = 4+ (warm-kollin), Nährstoffzahl N = 2 (nährstoffarm), Kontinentalitätszahl K = 2 (subozeanisch).

## Naturschutz und Gefährdung
Wie alle in Europa vorkommenden Orchideenarten steht auch das Ohnhorn unter strengem Schutz europäischer und nationaler Gesetze. Das Ohnhorn ist in Deutschland durch die BArtSchV besonders geschützt.
- Rote Listen

- Rote Liste Deutschland: 3
- Rote Liste Bundesländer: Baden-Württemberg:2, Bayern:1, Hessen:3, Nordrhein-Westfalen:3, Rheinland-Pfalz:2, Saarland:3, Sachsen-Anhalt:1, Thüringen:1.

In den übrigen Bundesländern nicht vorkommend bzw. angesalbt (Niedersachsen).
- Rote Liste Schweiz: VU (Vulnerable – verletzlich)
- Rote Liste Österreich: keine Angabe verfügbar.

Die Bestandsentwicklung in Deutschland ist leicht zunehmend. Den Verlusten durch Standortvernichtung stehen einige Neufunde gegenüber.

## Taxonomie und Systematik
Das Ohnhorn wurde 1753 von Carl von Linné in Species Plantarum Tomus II, S. 948 als Ophrys anthropophora erstbeschrieben. Die Art wurde 1785 von Carlo Allioni in Flora Pedemontana, Band 2, S. 148 als Orchis anthropophora (L.) All. in die Gattung Orchis gestellt. 
In einer Revision der Orchideenarten durch Bateman 1997 auf der Basis von genetischen Merkmalen wird das Ohnhorn gemeinsam mit einigen weiteren Arten in die Gattung Knabenkräuter (Orchis) (Orchis) als Orchis anthropophora eingeordnet. Dieser Name wird heute teilweise bereits als gültiger neuer Name benutzt (Kew-Garden), hat sich jedoch bislang nicht vollständig durchgesetzt und ist auch bei Experten nicht ganz unumstritten (siehe Anmerkungen bei Orchis ustulata).
Neben dem Basionym Aceras anthropophorum W.T.Aiton 1814 gibt es weitere Synonyme, die auf demselben Typus basieren:
| - Orchis anthropophora (L.) All. 1785 - Arachnites anthropophora (L.) F.W.Schmidt 1793 - Satyrium anthropophorum (L.) Pers. 1807 | - Loroglossum anthropophorum (L.) Rich. 1817 - Himantoglossum anthropophorum (L.) Spreng. 1826 - Serapias anthropophora (L.) Jundz. 1830 |

### Unterarten, Varietäten, Hybriden
Vom Ohnhorn sind weder Unterarten noch Varietäten bekannt, wenn man auf die Namen zu nomenklatorisch irrelevanten Blütenfärbungen verzichtet.
Aceras anthropophorum ist sehr nah verwandt zum Orchis militaris-Formenkreis und hybridisiert mit dessen Arten: Helm-Knabenkraut (Orchis militaris), Italienisches Knabenkraut (Orchis italica), Purpur-Knabenkraut (Orchis purpurea) und dem Affen-Knabenkraut (Orchis simia).
Z. B.:
- ×Orchiaceras bergonii (Nanteuil) E.G.Camus (Syn.: Orchis × bergonii Nanteuil) = Orchis anthropophora × Orchis simia
- ×Orchiaceras bivonae (Tod.) Soó (Syn.: Orchis × bivonae Tod.) = Orchis anthropophora × Orchis italica
- ×Orchiaceras meilsheimeri (Rouy) P.Fourn. (Syn.: Orchis × macra Lindl.) = Orchis anthropophora × Orchis purpurea
- ×Orchiaceras spurium (Rchb. f.) E.G.Camus (Syn.: Orchis × spuria Rchb.f.) = Orchis anthropophora × Orchis militaris

## Bildergalerie

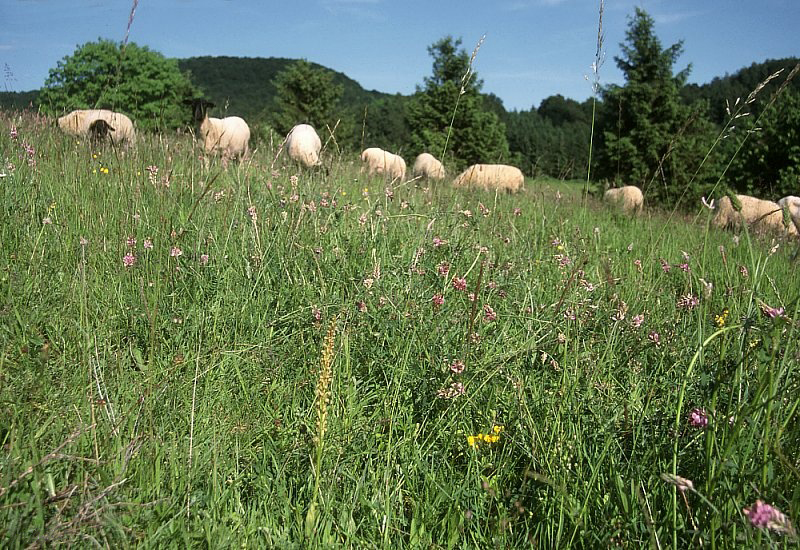
Rhönschafe weiden im Biotop
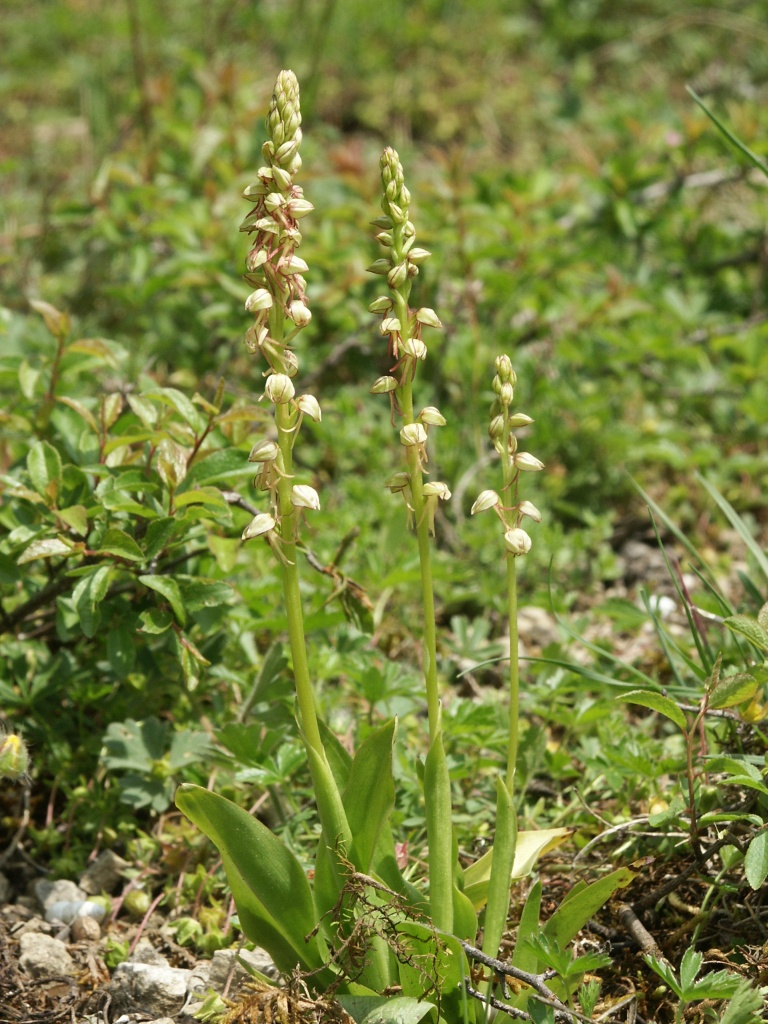
Pflanzengruppe
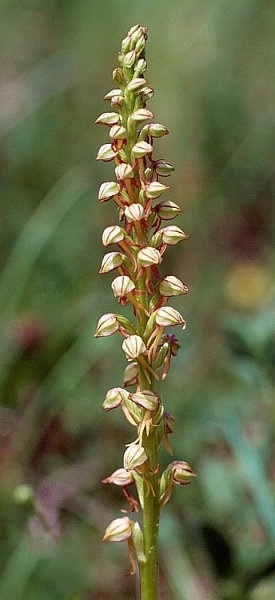
Blütenstand
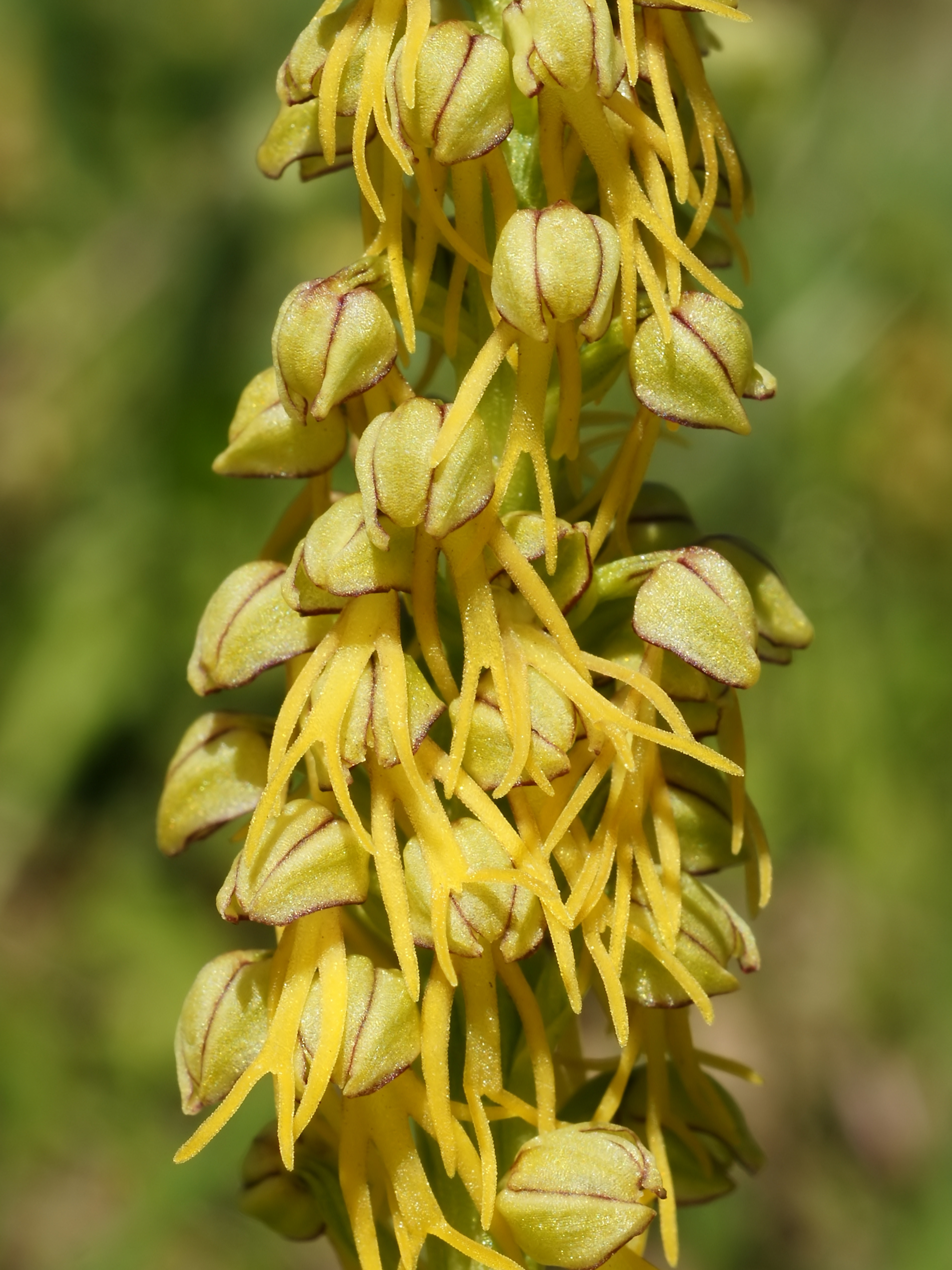
Blütenstand
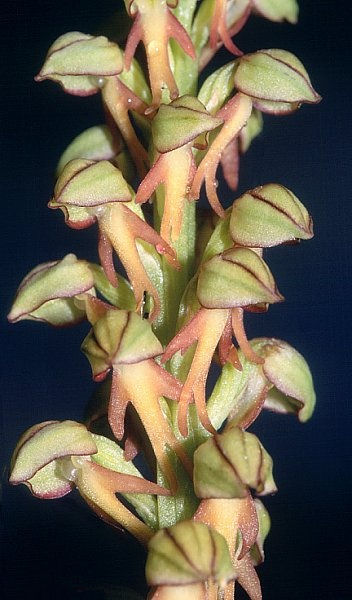
Blüten
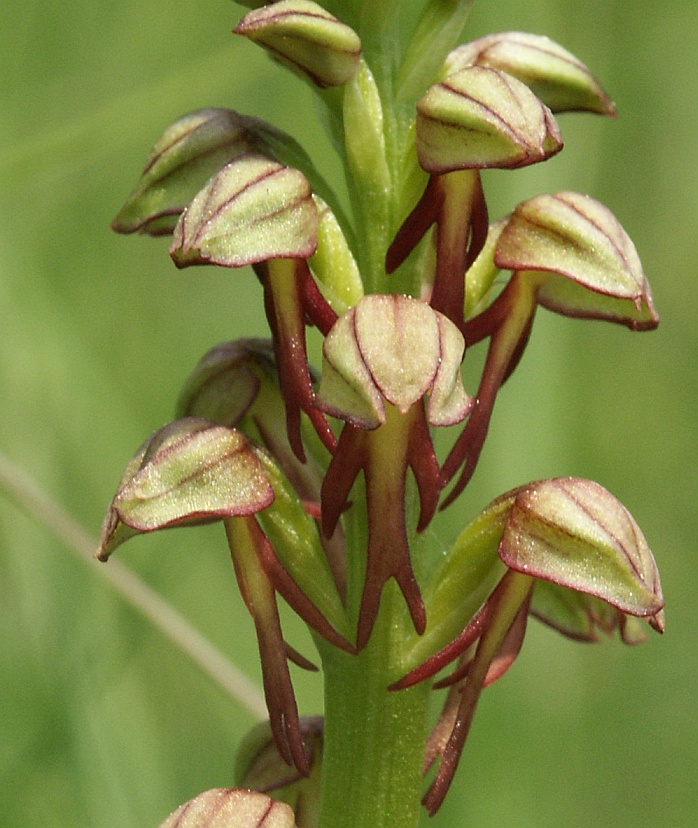
Blüten
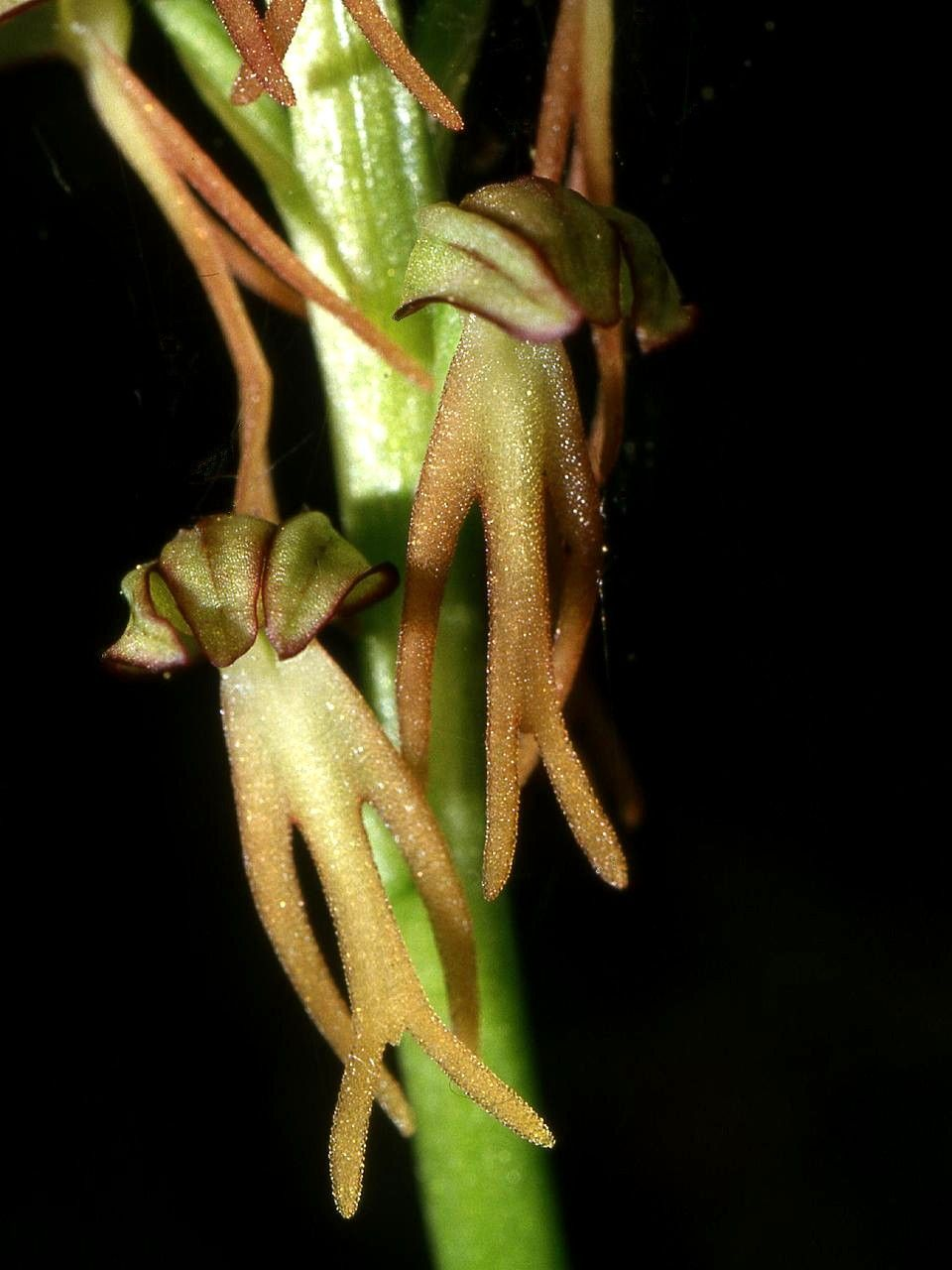
Blüten
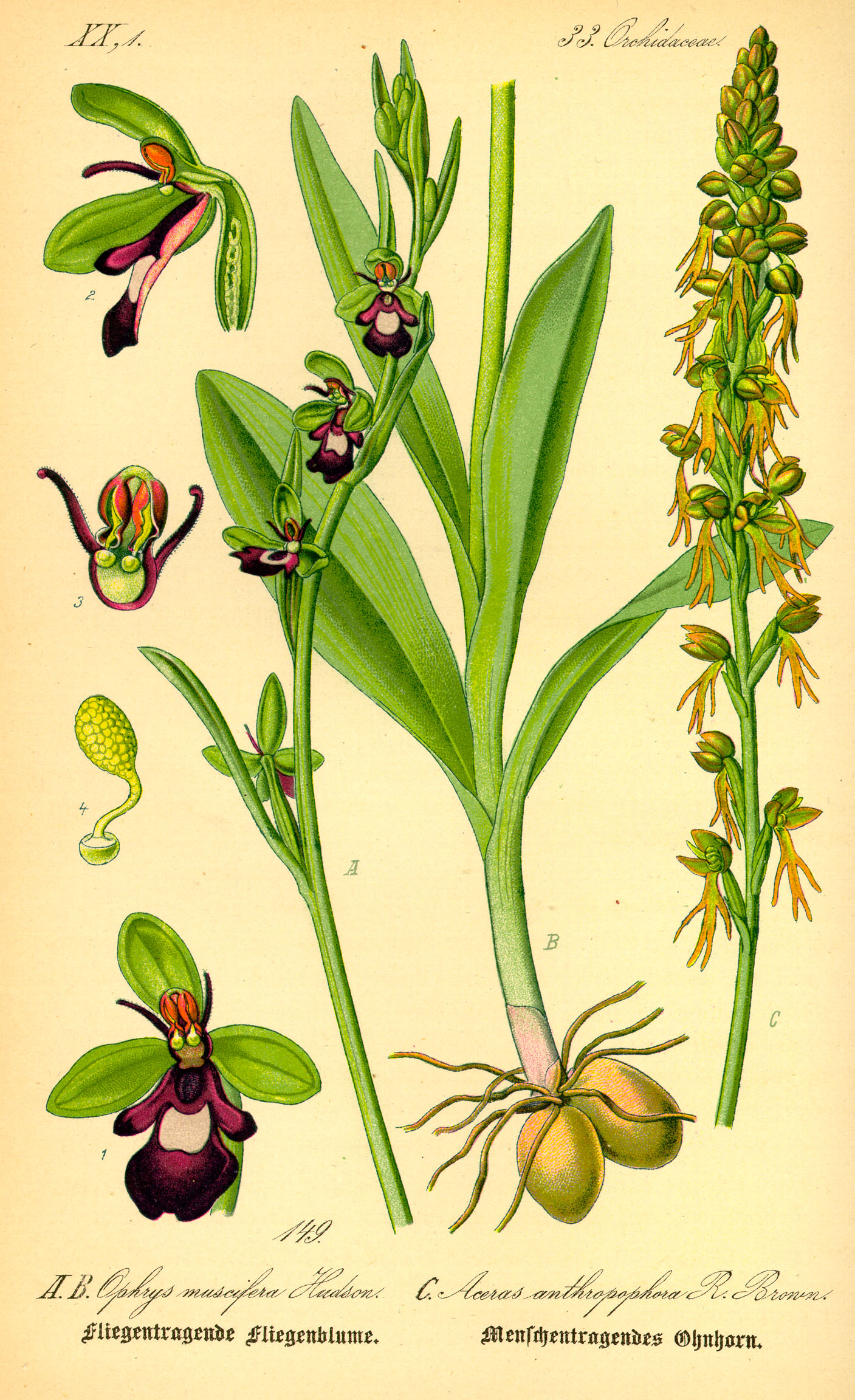
Orchis anthropophora (rechts). Abbildung in: Otto Wilhelm Thomé: Flora von Deutschland, Österreich und der Schweiz, Gera 1885